# Threat to Survival
Threat to Survival ist das fünfte Studioalbum der US-amerikanischen Rockband Shinedown. Es wurde am 18. September 2015 veröffentlicht und ist der Nachfolger von Amaryllis.

## Entstehung
Das Album wurde von Dave Bassett, Pete Nappi, Bassist Eric Bass sowie Scott „The Ninja“ Stevens produziert und in den Studios Ocean Way, Capitol und NRG, alle Hollywood, Kalifornien, aufgenommen. Das Songwriting stammt überwiegend von Sänger und Gitarrist Brent Smith mit Dave Bassett. Bassist Eric Bass fungierte als zusätzlicher Produzent und Toningenieur beim Titel Cut the Cord.

## Titelliste
Alle Titel wurden von Brent Smith und Dave Basset geschrieben, außer wo angegeben.
| Nr.          | Titel                                                                                  | Länge |
| ------------ | -------------------------------------------------------------------------------------- | ----- |
| 1.           | Asking for It                                                                          | 3:30  |
| 2.           | Cut the Cord (Smith, Eric Bass)                                                        | 3:45  |
| 3.           | State of My Head (Smith, Carlo Colasacco, Jayson DeZuzio, Peter Nappi, Ethan Thompson) | 3:25  |
| 4.           | Outcast                                                                                | 3:25  |
| 5.           | How Did You Love (Smith, Scott Stevens)                                                | 3:07  |
| 6.           | It All Adds Up (Smith, Bassett, Zach Myers)                                            | 3:51  |
| 7.           | Oblivion                                                                               | 3:57  |
| 8.           | Dangerous (Smith, Stevens)                                                             | 3:51  |
| 9.           | Thick as Thieves                                                                       | 3:54  |
| 10.          | Black Cadillac (Smith, Bassett, Bass)                                                  | 3:27  |
| 11.          | Misfits                                                                                | 4:05  |
| Gesamtlänge: | Gesamtlänge:                                                                           | 40:14 |

## Rezeption

### Kritiken
Conny Schiffbauer schrieb im Magazin Rock Hard: „Auch auf ihrem fünften Studioalbum setzen Shinedown auf eine geschmeidige Mixtur aus moderner Härte, packenden Melodien und hymnischer Epik, wenngleich der Bombast-Faktor auf dem Amaryllis-Nachfolger zurückgefahrener wirkt. Das neueste Werk ist ‚more stripped down‘, wie es Frontmann Brent selbst beschreibt, und überrollt den Hörer nicht mit endlos vielen übereinandergelegten Spuren, sondern punktet mit seiner Kernkompetenz Eingängigkeit.“ Sie vergab acht von zehn Punkten. Bei Metacritic.com erhielt das Album eine Durchschnittspunktzahl von 59 von 100, basierend auf vier englischsprachigen Kritiken.

### Charts und Chartplatzierungen
| ChartsChartplatzierungen       | Höchstplatzierung | Wochen |
| ------------------------------ | ----------------- | ------ |
| Deutschland (GfK)              | 40 (1 Wo.)        | 1      |
| Österreich (Ö3)                | 38 (1 Wo.)        | 1      |
| Schweiz (IFPI)                 | 13 (2 Wo.)        | 2      |
| Vereinigtes Königreich (OCC)   | 13 (3 Wo.)        | 3      |
| Vereinigte Staaten (Billboard) | 6 (29 Wo.)        | 29     |